# Fenomen electrocinetic
Fenomenele electrocinetice se referă la deplasarea stratului dublu electrochimic prin mișcare tangențială la interfața a doua faze materiale sub acțiunea unui câmp electric. Cele patru fenomene sunt: electroforeză, electroosmoză și fenomenele inverse acestora.